# تل دو
تل دوبلدة سورية في منطقة سهل الحولة شمال غرب مدينة حمص مسافة 20 كم تقريبا جنوب مدينة مصياف 37 كم.
تتوضع بلدة تل دو القديمة على تل في منتصف البلدة يعرف بتل الشيخ ضو والتي عرف بعد ذلك بتل دو وتنطق متصلة تلدو
يبلغ تعداد سكانها بحدود 20,000 نسمة حسب إحصائيات عام 2004.
مدينة تلدو بها مستشفى حكومي مجاني هو مستشفى الشهيد عبد القادر جورية.
وبها معهد متوسط تجاري قيد الإنشاء
كما يوجد بها عدة مدارس ثانوية واعدادية وابتدائية
وقد انشى بها سد تلدو تجميع للمياه في سبعينيات القرن الماضي يتسع ل 16 مليون متر مكعب.
‌